# Comunitats L'Arca
L'Arca (en francès: L'Arche) és una organització internacional dedicada a la creació i desenvolupament de llars, programes i xarxes de suport per a persones amb discapacitats intel·lectuals. Va ser fundada l'any 1964 per Jean Vanier, fill del governador general canadenc Georges Vanier i Pauline Vanier. Jean Vanier va començar amb dos homes amb discapacitats a casa seva, a la ciutat de Trosly-Breuil, França. Avui dia, és una organització internacional que treballa amb 147 comunitats en 35 països i en els cinc continents.
A nivell mundial, L'Arche està organitzada en agrupacions regionals i nacionals d'agències independents, operades localment, a les quals anomena "comunitats". Cada comunitat de L'Arche normalment comprèn una sèrie de llars i, en molts casos, apartaments i programes diürns també.

## Història
Al 1964, gràcies a la seva amistat amb el pare Thomas Philippe, un sacerdot catòlic de l'Ordre dels Predicadors, Vanier va adonar-se'n de la difícil situació de milers de persones institucionalitzades amb discapacitats del desenvolupament. Vanier es va sentir guiat per Déu per convidar a dos homes, Raphael Simi i Philippe Seux, a deixar les institucions on residien i compartir les seves vides amb ell en una casa en Trosly-Breuil, França. Va anomenar-la "L'Arche", que traduït del francès seria "L'Arca", com l'Arca de Noé. Una col·lecció de material audiovisual de L'Arche Trosly-Breuil està disponible en la St. Michael's College de la Universitat de Toronto.
La primera comunitat del Canadà, L'Arche Daybreak, va ser fundada el 1969 a Richmond Hill, Ontario, prop de Toronto. Sue Mosteller, que va viure a la comunitat Daybreak durant 40 anys, va actuar com la primera coordinadora internacional de L'Arche després de Jean Vanier. El sacerdot neerlandès i escriptor espiritual, Henri Nouwen, també va viure a la comunitat de Daybreak durant diversos anys fins a la seva mort el 1996. Va escriure sobre les seves experiències amb Jean Vanier, L'Arche i la comunitat Daybreak en els seus llibres the Road to Daybreak: A Spiritual Journey i Adam: God's Beloved.
La primera comunitat al Regne Unit es va fundar l'any 1973 a Barfrestone, Kent, a través dels esforços de la germana de Jean Vanier, Thérèse Vanier. L'Arche Kent s'ha convertit en una comunitat de tres cases tradicionals de L'Arche, un projecte de jardineria anomenat "The Glebe" i apartaments d'habitatge amb suport per a dotze persones.
Encara que les comunitats de L'Arche es troben en moltes cultures diferents i reflecteixen la composició ètnica i religiosa dels llocs en els quals existeixen, comparteixen una filosofia i focus comú. Les persones amb discapacitats del desenvolupament i aquells que els assisteixen, viuen i treballen junts per crear llars. La Carta de L'Arche diu: "En un món dividit, L'Arche vol ser un signe d'esperança. Les seves comunitats, fundades en relacions de pacte entre persones de diferent capacitat intel·lectual, origen social, religió i cultura, busquen ser signes d'unitat, fidelitat i reconciliació". La carta descriu els objectius, els principis i la identitat de L'Arche.
Totes les comunitats de la Federació Internacional de L'Arche estan compromeses a viure aquests principis. Al març de 2008, els consells internacionals de L'Arche i una altra organització per a discapacitats fundada per Vanier, Faith and Light, es van reunir per primera vegada en una reunió conjunta en Lviv, Ucraïna. El consell internacional de L'Arche va ser representat per 30 persones de 14 països, i el consell internacional de Faith and Light va ser representat per 19 persones de 17 països, inclosos França, Bèlgica, Suïssa, Gran Bretanya, Irlanda, Índia, Canadà, Estats Units, República Dominicana, Hondures, Brasil, Uganda, Nova Zelanda, Filipines i Itàlia. El 22 de febrer de 2020 el diari La Croix va publicar el resultat d'una recerca promoguda pels dirigents de L'Arche que, en un context de comportaments sexuals inadequats, implicava al seu fundador Jean Vanier.